# Parantica kirbyi
Hổ Kirby (Parantica kirbyi) là một loài bướm giáp thuộc phân họ Danainae. Loài này có ở Indonesia và Papua New Guinea.